# Helen Zille
Otta Helene (Helen) Maree-Zille (Johannesburg, 9 maart 1951) is een Zuid-Afrikaanse politica. Ze is lid van de Democratische Alliantie, waarvan zij tussen 2007 en 2015 tevens de politiek leider was.
Zille is een voormalige journalist en anti-apartheidsactivist. Toen ze nog werkte voor de Rand Daily Mail, in de late jaren 1970, werd ze bekend door het onthullen van de waarheid achter het overlijden van de leider van de Zwarte bewustzijnsbeweging, Steve Biko. Ze werkte ook voor de Black Sash en andere prodemocratische groeperingen in de jaren 1980. In de politiek heeft Zille op alle drie niveaus gewerkt: als lid van de Uitvoerende Raad voor Onderwijs van de provincie West-Kaap (1999–2004), als parlementslid in de Nationale Vergadering (2004–2006) en uiteindelijk als burgemeester van Kaapstad (2006–2009). Tussen 2009 en 2019 was ze premier van de provincie West-Kaap.
Haar werk als burgemeester, en in het bijzonder haar verwezenlijkingen in de strijd tegen de criminaliteit, drughandel en werkloosheid, leidden tot haar verkiezing als 's werelds beste burgemeester van het jaar 2008, uit een totaal van 820 kandidaten. Ze werd ook verkozen tot Newsmaker of the year 2006 door de National Press Club in juli 2007, en was finaliste in de verkiezing van Suid-Afrikaanse vrou van die jaar in 2003. Zille spreekt Engels, Afrikaans en Xhosa, naast haar moedertaal Duits.

## Achtergrond en loopbaan
Helen Zille werd geboren in Johannesburg als dochter van vluchtelingen die Duitsland hadden verlaten in de jaren 30. Haar grootvader (aan moeders kant) en grootmoeder (aan vaders kant) waren Joods. Ze liep school aan de St Mary's School in Waverley, Johannesburg, en studeerde verder aan de Universiteit van de Witwatersrand, waar ze een Bachelor of Arts verkreeg. Ze huwde professor Johann Maree in 1982. Het koppel heeft twee zonen: Paul (geboren in 1984) en Thomas (1989). Ze is lid van de Rondebosch United Church in Kaapstad.

### Politiek journalist
Zille begon haar carrière als politiek correspondent voor de Rand Daily Mail in 1974. In september 1977 maakte de Minister van Justitie en Politie, J.T. Kruger, bekend dat anti-apartheidsactivist Steve Biko was overleden in de gevangenis als gevolg van hongerstaking. Zille en de hoofdredacteur van haar krant, Allister Sparks, waren ervan overtuigd dat Krugers verhaal een doofpot was. Zille vond bewijzen hiervoor door het opsporen en interviewen van verscheidene dokters die waren betrokken bij de zaak.
De Rand Daily Mail' opende op de voorpagina met "No sign of hunger strike - Biko doctors", wat een schokgolf door Zuid-Afrika zond. Minister Kruger dreigde de krant onmiddellijk te verbieden,en Zille werd met de dood bedreigd. Later werden Zille en Sparks door de Persraad veroordeeld voor "vooringenomen verslaggeving" en de krant werd verplicht een "hervorming" door te voeren. Hun advocaat zou later de beweringen van Zille helpen onderbouwen toen hij de familie Biko zou vertegenwoordigen op het proces aangaande zijn dood. Het onderzoek wees uit dat het overlijden van Biko te wijten was aan een erge hoofdwonde, maar kon geen schuldigen identificeren.
Zille nam ontslag bij de Rand Daily Mail, samen met hoofdredacteur Allister Sparks, ingevolge een verzoek van de hoofdaandeelhouder van de krant Anglo American om de verdediging van gelijke rechten te temperen.

### Anti-apartheidsbeweging
Zille was nauw betrokken bij de Black Sash-beweging tijdens de jaren 1980. Ze werkte op de regionale en nationale besturen van de organisatie en was vicevoorzitter van de End Conscription Campaign in de provincie West-Kaap.

### Burgemeester en premier
Tot 2000 was Zille lid van de Democratische Partij. Daarna was ze actief voor de Democratische Alliantie (DA), waarin de Democratische Partij was opgegaan. Voor deze oppositiepartij werd ze bij de Zuid-Afrikaanse parlementsverkiezingen van 2004 verkozen in de Nationale Vergadering.
Nadat de DA in 2006 de gemeenteraadsverkiezingen in Kaapstad won, werd Zille burgemeester van die stad. In dit ambt werd ze geprezen om haar bestrijding van criminaliteit en werkloosheid en in 2008 werd ze uitgeroepen tot World Mayor. Ondertussen was Zille in mei 2007 tevens verkozen tot politiek leider van de DA, een functie die ze acht jaar zou bekleden.
Bij de provinciale verkiezingen van april 2009 werd Zille naar voren geschoven als kandidaat-regeringsleider voor de provincie West-Kaap. Ze wist een grote overwinning te boeken en op 6 mei 2009 werd zij premier van de provincie. Ook werd ze lid van het Provinciale Parlement van de West-Kaap. In 2014 werd ze als premier herkozen.
Na twee ambtstermijnen van vijf jaar mocht Zille zich niet nogmaals herkiesbaar stellen voor het premierschap. Ze werd in mei 2019 opgevolgd door haar partijgenoot Alan Winde. Later dat jaar werd Zille binnen de DA benoemd tot voorzitter van de federale raad.
- Gemeinsame Normdatei: 13801261X
- International Standard Name Identifier: 0000 0000 5888 679X
- Library of Congress Control Number: no92024424
- Nederlandse Thesaurus van Auteursnamen: 323547559
- Virtual International Authority File: 68497575
- WorldCat: E39PBJv8HRCtw4T8RhMwyQgVG3